# Tokat
Tokat är en stad i Turkiet. Den är residensstad för provinsen Tokat. År 2022 hade staden 163 405 invånare.